# Pero anceta
Pero anceta är en fjärilsart som beskrevs av Stoll 1781. Pero anceta ingår i släktet Pero och familjen mätare. Inga underarter finns listade i Catalogue of Life.

## Bildgalleri

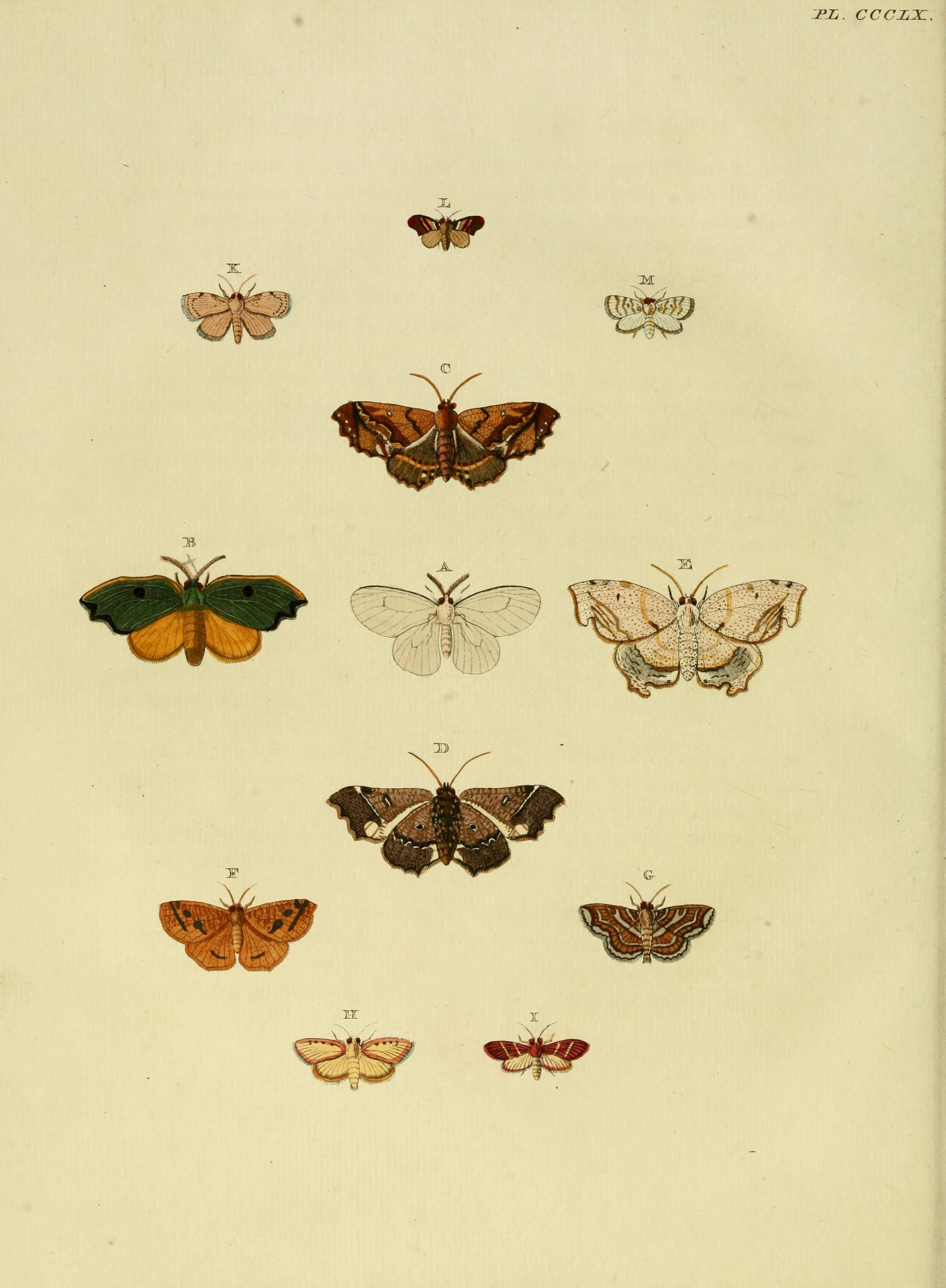